# Frantschach-Sankt Gertraud
Frantschach-Sankt Gertraud är en kommun  i Österrike. Den ligger i distriktet Wolfsberg och förbundslandet Kärnten, 190 km sydväst om huvudstaden Wien. Administrativ huvudort är Sankt Gertraud.
- Frantschach (389)
- Hintergumitsch (131)
- Hinterwölch (44)
- Kaltstuben (17)
- Kamp (158)
- Kamperkogel (51)
- Limberg (97)
- Obergösel (98)
- Praken (3)
- St. Gertraud (332)
- Trum-und Prössinggraben (32)
- Untergösel (214)
- Vorderlimberg (110)
- Vorderwölch (191)
- Zellach (560)